# Simon Richard Green
Simon Richard Green (* 25. srpna 1955 Bradford-on-Avon, Wiltshire) je britský autor science fiction a fantasy literatury.
Na Univerzitě v Leicesteru vystudoval moderní anglickou a americkou literaturu. S psaním začal kolem roku 1973, poprvé publikoval v roce 1979. Jeho dílo tvoří několik sérií psaných s ohledem na komerční úspěch, ale s gustem a energií. V jeho knihách se v burleskním sledu střídají postmoderní náměty jako světová konspirace,ufo únosy atd.. s klasickou space operou, sci-fi, fantasy, hororovou duchařinou, dobrodružnými špionážními romány, mýty a pohádkami. Tento pall mall vytváří dohromady napínavý příběh, který čtenář pročítá jedním dechem. Svět knih Greena Simona je velice zábavný a vy si říkáte, že ty šílené věci by mohly být docela pravda...

## Dílo

### Cyklus Soumrak říše
- Mlhosvět. Wales, 2006, ISBN 80-86939-21-9 (Mistworld, 1992)
- Chiméra. Wales, 2006, ISBN 80-86939-39-1 (Ghostworld, 1993)
- Peklo. Wales, 2007, ISBN 978-80-86939-40-7 (Hellworld, 1993)

### Cyklus Lord Morituri
Space opera, která zčásti ironizuje tradiční klišé žánru, ale především se je snaží oživit zejména (post)moderněji hojným vykreslováním násilí.
- Morituri. Wales, 2005, ISBN 80-86390-93-4 (Deathstalker, 1995)
- Morituri: Rebelie. Wales, 2005, ISBN 80-86939-03-0 (Deathstalker Rebellion, 1996)
- Morituri: Válka. Wales, 2006, ISBN 80-86939-11-1 (Deathstalker War, 1997)
- Morituri: Čest. Wales, 2007, ISBN 978-80-86939-38-4 (Deathstalker Honour, 1998)
- Morituri: Osud. Wales, 2007 ISBN 978-80-86939-43-8 (Deathstalker Destiny, 1999)

### Cyklus Deathstalker Legacy
- Deathstalker Legacy, 2003
- Deathstalker Return, 2004
- Deathstalker Coda, 2005

### Jestřáb & Rybářka
Série fantasy románů, vnášejících do fantasy velkoměsta postupy „policejních“ detektivek. Rozšířeno o několik knih z téhož světa o dalších nebo dřívějších dobrodružstvích titulní dvojice - viz cyklus Lesní království
- Jestřáb & Rybářka. Polaris, 1999, ISBN 80-85911-46-9 (Hawk & Fisher, 1990)
- Jestřáb & Rybářka: Vítěz bere vše. Polaris, 1999, ISBN 80-85911-49-3 (Hawk & Fisher: Winner Takes All, 1990)
- Jestřáb & Rybářka: Zabíječ bohů. Polaris, 1999, ISBN 80-85911-53-1 (Hawk & Fisher: The God Killer, 1991)
- Jestřáb & Rybářka: Vlk v ovčím stádu. Polaris, 1999, ISBN 80-85911-56-6 (Hawk & Fisher: Wolf in the Fold, 1991)
- Jestřáb & Rybářka: Stráž proti potupě. Polaris, 2000, ISBN 80-85911-61-2 (Hawk & Fisher: Guard Against Dishonor, 1991)
- Jestřáb & Rybářka: Kosti města. Polaris, 2000, ISBN 80-85911-68-X (Hawk & Fisher: The Bones of Haven, 1992)

### Lesní království
Série je provázána se starší ságou o Jestřábovi a Rybářce. Čtvrtý díl Za Modrým měsícem propojuje obě série v jednu.
- Východ modrého měsíce. Polaris, 2000, ISBN 80-85911-79-5 (Blue Moon Rising, 1991)
- Krev a čest, Polaris, 2003, ISBN 80-7332-018-5 ('Blood and Honour, 1992)
- Dolů mezi mrtvé. Polaris, 2004, ISBN 80-7332-038-X (Down Among the Dead Man, 1993)
- Za modrým měsícem. Polaris, 2002, ISBN 80-7332-004-5 (Beyond the Blue Moon, 2000)
- Jednou za modrý měsíc. Polaris, 2014, ISBN 978-80-7332-218-2 (Once in a Blue Moon, 2014)

### Cyklus Noční strana
John Taylor je soukromý detektiv se zvláštní schopností nalézat věci. Tento dar zdědil po své matce, která , jak se později ukázalo nebyla člověk. Celý svůj život prožil na Noční straně, v oblasti ve středu Londýna, která je ve skutečnosti ale možná mnohem větší než samotné město a zcela určitě mnohem starší. Jsou zde vždycky tři hodiny po půlnoci a můžete se zde setkat se vším, včetně toho, co by člověka nenapadlo ani v nejdivočejších snech. John Taylor z Noční strany odešel, aby se tam zase znovu vrátil po pěti letech, kdy pátrá po zmizelé dceři své klientky.
- Něco z noční strany. Polaris, 2005, ISBN 80-7332-053-3 (Something from the Nightside, 2003)
- Agenti světla a temnoty. Polaris, 2005, ISBN 80-7332-056-8 (Agents of Light and Darkness, 2003)
- Nářek Slavíka. Polaris, 2005, ISBN 80-7332-063-0 (Nightingale's Lament, 2004)
- Kouzlo města. Polaris 2006, ISBN 80-7332-072-X (Hex and the City, 2005)
- Cesty, po kterých jsme se nevydali. Polaris 2006, ISBN 80-7332-081-9 (Paths Not Taken, 2005)
- Ostřejší než hadí zub. Polaris, 2007, ISBN 80-7332-092-4 (Sharper Than A Serpent's Tooth, 2006)
- A Walk on the Nightside, 2006 – kolekce prvních třech románů
- Učiněné peklo. Polaris, 2007, ISBN 978-80-7332-099-7 (Hell to Pay, 2007)
- Nepřirozený slídil, Polaris, 2008, ISBN 978-80-7332-115-4 (The Unnatural Inquirer, 2008)
- Prostě jen další soudný den, Polaris, 2009, ISBN 978-80-7332-142-0 (Just another judgement day, 2009)
- Hodný, zlý a nevyzpytatelný, Polaris, 2010, ISBN 978-80-7332-160-4 (The Good, the Bad, and the Uncanny, 2010)
- Rytíř perného dne, Polaris, 2011, ISBN 978-80-7332-174-1 (A Hard Day's Knight, 2011)
- Nevěsta byla v černé kůži, Polaris, 2012, ISBN 978-80-7332-185-7 (The Bride Wore Black Leather, 2012)

### Cyklus Tajné dějiny
- Muž se zlatým torkézem, Polaris, 2008 ISBN 978-80-7332-123-9 (The Man With The Golden Torc, 2007)
- Démoni jsou věční, Polaris, 2009 ISBN 978-80-86309-26-2 (Daemons Are Forever, 2008)
- Špion, který mne strašil, Polaris, 2010 ISBN 978-80-7332-157-4 (The Spy Who Haunted Me, 2009)
- Srdečné pozdravy z pekla, Polaris 2011 ISBN 978-80-7332-166-6 (From Hell with Love, 2010)
- Jen pro nebeské oči ,Polaris 2011 ISBN 978-80-7332-179-6 (For Heaven's Eyes Only ,2011) , příští kniha (Live and Let Drood) ,2012

### Cyklus Hledači duchů
Carnackiho institut je tu proto, aby něco udělal s duchy.
- Šance pro ducha, Polaris, 2011, ISBN 978-80-7332-175-8 (Ghost of a Chance, 2010)
- Úsměv pro ducha, Polaris, 2012, ISBN 978-80-7332-187-1 (Ghost of a Smile, 2011)
- Sen pro ducha, Polaris, 2013, ISBN 978-80-7332-203-8
- Duchové ze záhrobí, Polaris, ISBN 978-80-7332-210-6
- Hlasy ze záhrobí, Polaris, ISBN 978-80-7332-228-1
- Síly ze záhrobí, Polaris, ISBN 978-80-7332-302-8

### Samostatné knihy
- Popíjení půlnočního vína, Polaris, 2007, ISBN 978-80-86939-51-3 (Drinking Midnight Wine, 2003)
- Podzim stínů, Wales, 2009, ISBN 978-80-86939-64-3 (Shadows Fall, 1994)

### Povídky
- Probuďte se, probuďte, severní větry, z antalogie Polaris 2001, ISBN 80-85911-89-2 (Awake, Awake, Ye Northern Winds)
- Noční strana, pochopitelně, z antalogie Polaris 2006, ISBN 80-7332-089-4 (The Nightside, Needles to Say)
- Rozdíl, na kterém po čertech záleží, z knihy Temné uličky (Mean Streets), Polaris, 2010, ISBN 978-80-7332-150-5 (The Difference A Day Makes)
- Razor Eddie’s Big Night Out, 2006
- Some of These Cons go Way Back
- An Appetite for Murder